# Герберт Зельпін
Герберт Зельпін (нім. Herbert Selpin; 29 травня 1902, Берлін — 1 серпня 1942, Берлін) — німецький кінорежисер і сценарист.

## Біографія
Герберт Зельпин вивчав у Берліні медицину, кинувши навчання, працював антикваром, книготорговцем, представником на біржі, боксером, професійним танцюристом, а в середині 1920-х років прийшов добровольцем на кіностудію Ufa і в 1925-1926 роках працював з Фрідріха Вільгельма Мурнау над стрічкою «Фауст». Зельпін працював асистентом режисера у берлінській кінокомпанії Fox-Europa. У 1927 році Зельпін входив в кіногрупу Вальтера Рутмана на зйомках фільму «Берлін — симфонія великого міста». Деякий час працював монтажером в різних компаніях і в 1931 році дебютував режисером фільму «Шофер Антуанетта».
Завдяки набутому в 1920-х роках різноманітного досвіду Герберт Зельпин опинився серед тих обдарованих режисерів, які залишилися у країні після приходу до влади націонал-соціалістів. У 1934 році Зельпин вступив в НСДАП. Відмінною рисою режисера Зельпіна було різноманітність жанрів, у яких він працював. Він був еклектиком, який завжди був готовий спробувати щось нове, і перфекціоністом. Зельпін прожив кілька років у Лондоні, де працював зокрема з Олександром Корда, і був англофілом. Іноді його симпатії англійцям ставали причиною конфліктів з фашистськими чиновниками від кіно, оскільки Зельпіну не завжди вдавалося зобразити англійців негативними героями. У багатьох фільмах Зельпіна в головних ролях знявся Ханс Альберс. У 1933-1937 роках Герберт Зельпин був одружений з акторкою Анні Маркарт.
У 1930-ті роки Зельпін зняв лише кілька непомітних пропагандистських фільмів (Schwarzhemden (1933), «Вершники Німецької Східної Африки» (1934)). У 1940 році він виступив режисером успішного антибританського пропагандистського фільму «Карл Петерс». У 1941 році Зельпін працював над пропагандистської стрічкою Geheimakte WB 1. Знімав Зельпин пропагандистські фільми під політичним тиском або в очікуванні почестей, залишається невідомим.
У 1942 році під час зйомок фільму «Титанік» Зельпін в колі близьких людей за вечерею критично відгукнувся про вермахті і війну. Друг Зельпіна сценарист Вальтер Церлетт-Ольфениус доніс на режисера чиновнику міністерства пропаганди Хансу Хинкелю. Зельпин відмовився забрати свої слова навіть перед Йозефом Геббельсом і був заарештований. Через день Герберт Зельпін був виявлений повішеним на власних підтяжках в камері в поліцейському управлінні на Александерплац. За офіційною версією, причиною смерті стало самогубство, але, за чутками, Зельпін був убитий ґестапо. Кінознавець Ганс Шмід вважає, що це була не перша смерть у в'язницях від рук гестапо. Зйомки «Титаніка» за наказом Геббельса продовжив Вернер Клінглер.

## Фільмографія
- 1926: Die Abenteuer eines Zehnmarkscheines
- 1930: Cyankali
- 1930: Ariane
- 1931: So lang' noch ein Walzer von Strauß erklingt
- 1931: Opernredoute
- 1931: Eine Nacht im Grandhotel
- 1931: Die Sache August Schulze
- 1931: Der ungetreue Eckehart
- 1931: Шофер Антуанетта / Chauffeur Antoinette
- 1932-33: Der Läufer von Marathon
- 1933: Camicia Nera/Schwarzhemden
- 1933: Mädels von heute
- 1933: Маленька людино, що ж далі? / Kleiner Mann — was nun?
- 1933: Der Traum vom Rhein
- 1934: Між двома серцями / Zwischen zwei Herzen
- 1934: Вершники Німецької Східної Африки / Die Reiter von Deutsch-Ostafrika
- 1934: Der Springer von Pontresina
- 1935: Der grüne Domino
- 1935: Ідеальний чоловік / Ein idealer Gatte
- 1936: Spiel an Bord
- 1936: Die Frau des Anderen
- 1936: Скандал з «Кажана» / Skandal um die Fledermaus
- 1937: Alarm in Peking
- 1938: Heiratsschwindler
- 1938: Sergeant Berry
- 1938: Ich liebe Dich
- 1938-39: Wasser für Canitoga
- 1940: Ein Mann auf Abwegen
- 1940: Пандур Тренк / Trenck, der Pandur
- 1940: Карл Петерс / Carl Peters
- 1941: Geheimakte W. B. 1
- 1942: Титанік / Titanic